# Resistencia Nacional Yemení
La Resistencia Nacional Yemení ( en árabe : المقاومه الوطنيه اليمنيه Al-Muqawamat al-Wataniyah al-Yamaniyah ) es una formación de élite que tiene aproximadamente entre 3000 y 10 000 miembros, anteriormente integrantes de la Guardia Republicana yemení y la Organización de Seguridad Central comandada por Tareq Saleh, sobrino del expresidente yemení Alí Abdalá Salé, y leal al gobierno liderado por Hadi que luchó contra el movimiento hutí en la guerra civil de Yemen de 2014.

## Historia
Fundada por Tareq Saleh después de la Batalla de Sana'a (2017) con el apoyo de los Emiratos Árabes Unidos (EAU), la Resistencia Nacional consiste en el ejército privado de Tareq Saleh, generalmente conocido como "Guardianes de la República", formado por exmiembros de la Guardia Republicana y la Organización Central de Seguridad. Veteranos altamente experimentados, son ampliamente considerados entre las tropas mejor equipadas y entrenadas en la coalición anti-Houthi, y han aumentado significativamente la fuerza militar del gobierno de Hadi. El grupo está estrechamente aliado con la Resistencia de Tihamah y las Brigadas de Gigantes del Movimiento del Sur.  Sin embargo, los "Guardianes de la República" solo son leales a Tareq Saleh, y no tienen una lealtad real al presidente Hadi. Como resultado, han sido criticados e incluso atacados por fuerzas anti-Saleh en Yemen, como el Movimiento del Sur y los ciudadanos de Taiz.
Además, The National informó que dos grupos más formaban parte de la Resistencia Nacional: Las Brigadas Gigantes, también conocidas como Brigadas Al Amalaqah, y la Resistencia Tihamah. Las últimas son fuerzas de la Resistencia Popular, de la gobernación de Adén y Lahij que disfrutan de un fuerte apoyo de los Emiratos Árabes Unidos y fueron decididamente leales al difunto Alí Abdalá Salé. La segunda milicia consiste principalmente en combatientes tribales que son de al Hudaydah y sus alrededores, y son profundamente hostiles a los Houthis. Sin embargo, la alianza comenzó a fracturarse, debido a las acusaciones de que Tareq Saleh se estaba aprovechando de las brigadas de los Gigantes del Sur, calificándolo de traidor.